# E.J. Liddell
Eric „E.J.” Liddell Jr (ur. 18 grudnia 2000 w Belleville) – amerykański koszykarz, występujący na pozycji silnego skrzydłowego, obecnie zawodnik New Orleans Pelicans.
Był kilkukrotnie wybierany najlepszym koszykarzem szkół średnich stanu Illinois (Illinois Mr. Basketball – 2018, 2019, Illinois Gatorade Player of the Year – 2018). W 2019 wystąpił w spotkaniu gwiazd Allen Iverson Roundball Classic.

## Osiągnięcia
Stan na 22 stycznia 2023, na podstawie, o ile nie zaznaczono inaczej.
NCAA
- Uczestnik rozgrywek:
  - II rundy turnieju NCAA (2022)
  - turnieju NCAA (2021, 2022)
- Zaliczony do:
  - I składu:
    - konferencji Big 10 (2021, 2022)
    - defensywnego Big 10 (2022)
    - turnieju:
      - Fort Myers Tip-Off (2022)
      - Big 10 (2021)

  - II składu All-American (2022 przez The Athletic)
  - III składu All-American (2022 przez Associated Press, USBWA, NABC, Sporting News)
  - składu honorable mention All-American  (2021 przez Associated Press)
- Zawodnik tygodnia Big Ten (13.12.2021)
- Lider Big 10 w:
  - średniej bloków (2022 – 2,6)
  - liczbie:
    - bloków (2022 – 83)
    - celnych (169) i oddanych (221) rzutów wolnych (2022)
    - fauli (2021  – 86)